# David Arnold
David George Arnold (ur. 23 stycznia 1962 w Luton) – angielski kompozytor muzyki filmowej, najbardziej znany za tworzenie ścieżek dźwiękowych do filmów z Jamesem Bondem i serialu telewizyjnego Little Britain.

## Fascynacja Jamesem Bondem
Od swojej młodości David Arnold był fanem agenta 007 i ówczesnego kompozytora muzyki do jego filmów, Johna Barry’ego. 1997 roku wydał album Shaken and Stirred: The David Arnold James Bond Project, zawierający kompilację coverów utworów z tych filmów, z udziałem takich artystów jak Jarvis Cocker, Chrissie Hynde czy Iggy Pop. John Barry wypowiadał się bardzo pozytywnie na temat tego wydawnictwa:
Jest bardzo wierny melodyjnej i harmonijnej zawartości, ale dodał nowej świeżości i wybrał interesujących artystów do odtworzenia tych piosenek. Uważam, że jest to fantastyczny album. Jestem zaszczycony.
Muzyk skontaktował się z Barbarą Broccoli, producentem nadchodzącego Jutro nie umiera nigdy i polecił Davida Arnolda. W wyniku tego kompozytor skomponował muzykę i współtworzył melodie przewodnie do kolejnych części serii: Świat to za mało, Śmierć nadejdzie jutro, Casino Royale i Quantum of Solace.

## Pozostała twórczość
Pierwszym filmem, do którego David Arnold skomponował muzykę był Amerykański łowca (The Young Americans) z 1993 roku, do którego stworzył utwór „Play Dead” w wykonaniu Björk. Następnymi filmami były:
- Gwiezdne wrota (Stargate – 1994)
- Last of the Dogmen (1994)
- Dzień Niepodległości (Independence Day – 1996)
- Godzilla (1998)
- Życie mniej zwyczajne (A Life Less Ordinary – 1997)
- Nieprzerwana akcja – Wing Commander (Wing Commander – 1999) (tylko melodie)
- D’Artagnan (The Musketeer – 2001)
- Zoolander (2001)
- Zmiana pasa (Changing Lanes – 2002)
- Za szybcy, za wściekli (2 Fast 2 Furious – 2003)
- Żony ze Stepford (The Stepford Wives – 2004)
- Czterej bracia (Four Brothers – 2005)
- Hot Fuzz (2007)
- Opowieści z Narnii: Podróż Wędrowca do Świtu (2010)
- Dzień dobry TV (Morning Glory – 2010)

David Arnold tworzył także melodie do kilku seriali telewizyjnych, m.in. do remake’u Randall and Hopkirk (Deceased) i Little Britain. W tym ostatnim pojawił się nawet w jednym epizodzie. W 2001 roku utworzył nową aranżację melodii do serialu science fiction Doktor Who.
W swojej karierze współpracował z takimi artystami i grupami muzyki rozrywkowej, jak Massive Attack, Natasha Bedingfield, Shirley Manson czy David Holmes.
Prywatnie David Arnold spokrewniony jest z irlandzkim wokalistą i autorem piosenek, bratankiem Damienem Rice’em.